# Кремлево (Архангельская область)
Кремлево — деревня в Коношском районе Архангельской области, входит в состав Коношского городского поселения.

## Название
Происхождение название деревни истолковано Словарём живого великорусского языка В. И. Даля: «Кремлевник — хвойный лес по моховому болоту. Кремлевое дерево — дерево на краю леса, одиноко и на просторе выросшее, крепкое, строевое, здоровое. Кремь — лучшая часть заповедника, крепкий и крупный строевой лес в заветном бору».
Краевед А. А. Шустиков считал, что название деревни происходит от камня кремень. В своих путевых заметках «По захолустьям Вологодской губернии» он писал: «Но вот и село Кремлево или, вернее, Кремново, от камня кремень. Камня здесь такое изобилие, что все поля завалены грудами его».

## География
Рельеф местности сложился в результате деятельности ледников в четвертичный период (около 1 млн лет назад). Деревня расположена на возвышенности (морёном холме), окружённом лесным массивом, в 11 километрах к юго-востоку от райцентра р.п. Коноша. Рядом протекает речка Кремлевица.

## История
Первое упоминание о местности в грамоте царя Ивана Грозного о строительстве монастыря на озере Глубоком за 1546 год упомянуты деревни Чублак, Толстая, Зелёная, Чистая. Чистое — это общее название деревень Кремлевского куста.
В XVIII-первая половина XIXв.в. деревня (село) Кремлево входила в состав Глубоковской казённой волости Вельского уезда Вологодской губернии и относилась к приходу Спасопреображенской Глубоковской церкви Вельского уезда. с 01.01.1851г. отчислена в состав Кремлевской волости Кадниковского уезда Вологодской губернии. 
Кремлевская волость, в состав которой входили три прихода: Кремлевский Богородский, Глубоковский Спасский и Глубоковский Ильинский, находилась в северной части Кадниковского уезда Вологодской губернии и примыкала на западе к Каргопольскому уезду Олонецкой губернии, на севере — к лесам Архангельской губернии, на востоке — к Вельскому уезду. От своего уездного города она была удалена на 180 вёрст.
Центр волости — село Кремлево. 400 лет назад это была просто «деревня Кремлево на речке Кремлевице», в 1693 году — «деревня Кремлево на речке Рубчихе».
В 1929 году Вологодская губерния и все её уезды были упразднены, а их территория вошла в новый Северный край.

### О церкви
В 1863—1869 годах с разрешения Священного Синода на самом высоком месте в центре деревни Кремлево стараниями мастеров из Каргополя возвели Пятиглавую каменную церковь Рождества Пресвятой Богородицы (строилась не на казённые, а на «мирские» деньги — несколько лет прихожанами шёл сбор средств по ближним и дальним волостям. Ходоки ходили в другие волости для сбора пожертвований на строительство храма).
Церковь состоит из квадратного в плане двухсветного четверика храма, с востока к четверику примыкает пятигранная апсида, с запада — небольшая прямоугольная трапезная. В одной связи с трапезной имелась колокольня (колокольня не сохранилась). Престол в храме был один — во имя Рождества Пресвятой Богородицы.
Храм Рождества Пресвятой Богородицы был освящён в канун Благовещения 6 апреля 1869 года благочинным священником Александром Шайтановым. Вологодской Духовной консисторией настоятелем храма был назначен священник Шайтанов Магистриан Александрович (1839 — 03.03.1903). Из клировой ведомости Богородской Кремлевской церкви за 1900 год о нём известно следующее: "Священник Магистриан Александров Шайтанов, 61-го года, природою Вологодской Епархии Кадниковского уезда Троице-Енальской церкви умершего протоиерея Александра Шайтанова сын. По окончании Философского класса в 1862 году по прошению уволен из семинарии со свидетельством в Епархиальное ведомство. 17 марта 1863 года определён наставником в Кремлевское сельское училище, а в 1864 году Преосвященным Павлом, бывшим Епископом Вологодским и Устюгским, рукоположён во диаконы к Городищенской Богоявленской церкви Устюгского уезда, в 1869 году тем же Преосвященным Павлом рукоположён во священники к сей церкви. За честную и усердную службу 11 марта 1882 года Епископом Феодосием награждён набедренником, а 1 апреля 1896 года награждён скуфиею. По разделению Благочиннического округа в 1886 году избран духовником второго участка.
Церкви принадлежали здания деревянной застройки: церковно-приходская школа с отдельной сторожкой, келья, церковный амбар. Рядом находилось церковное кладбище, обнесённое каменной оградой с круглыми башенками по углам. К церкви были приписаны три часовни в деревнях Чублак, Кузьминской и Кремлево.
В приходе Богородской церкви были 8 деревень: Кремлево, Тундриха, Чублак (Чуглак), Избное, Пархачевская, Кузьминская (Кузминская, Козминская), Шалимово, Дикая Зелёная.
На должность церковного старосты был утверждён в 1884 году и исполнял её непрерывно 32 года Иван Григорьевич Бажуков (1850—1916). В 1916 году старостой стал его двоюродный брат Арсений Александрович Бажуков (1863—1930).
В 1932 году церковь закрыли, а согласно архивному документу «Список церковных зданий в разрезе сельсоветов по Коношскому району с начала 1918 года по состоянию на 27 июня 1941 года» храм был закрыт в 1934 году. Все купола с крестами и колокола сняли, а церковная утварь была вывезена в Вологду. Последний священник Аркадий Комаров был репрессирован и бесследно исчез.
С 1936 по 1943 годы в здании церкви располагался колхозный склад, с 1943 года — клуб, для использования его по этому назначению с севера к четверику пристроили рубленную из бруса пристройку с междуэтажной лестницей, объём четверика был разделён на два этажа перекрытием по деревянным балкам. Затем здание было заброшено и пришло в негодность.
Местной православной религиозной организацией 25 октября 2006 года вновь организован приход храма Рождества Пресвятой Богородицы д. Кремлево Коношского района Архангельской области Архангельской и Холмогорской епархии русской православной церкви. Силами местных жителей началось восстановление храма: установили пять новых куполов, выполнено кровельное покрытие из шифера, восстановлены заполнения оконных проёмов, отремонтированы фасады.

## Достопримечательности
- Храм Рождества Пресвятой Богородицы в деревне Кремлево — исторический архитектурный памятник Русского Севера и одна из жемчужин исторического православного наследия Коношского района[9]
- Дом Бажукова[10]
- Дом торговца[11]
- Обелиск участникам Великой Отечественной войны[12]

## Известные уроженцы
- Кремлевский, Пётр Магистрианович
- Кремлевский, Александр Магистрианович